# يورغن شميت (متزلج سريع)
يورغن شميت (بالألمانية: Jürgen Schmidt)‏ هو متزلج سريع ألماني، ولد في 11 يوليو 1941 في برلين في ألمانيا.

## وصلات خارجية
- يورغن شميت على موقع أوليمبيديا (الإنجليزية)